# Pentapodus nagasakiensis
Pentapodus nagasakiensis là một loài cá biển thuộc chi Pentapodus trong họ Cá lượng. Loài cá này được mô tả lần đầu tiên vào năm 1830.

## Từ nguyên
Từ định danh nagasakiensis được đặt theo tên gọi của tỉnh Nagasaki (Nhật Bản), nơi mà mẫu định danh của loài này mua được từ một chợ cá (hậu tố –ensis trong tiếng Latinh mang nghĩa là "đến từ").

## Phân bố và môi trường sống
Từ miền nam Nhật Bản và đảo Jeju (Hàn Quốc), P. nagasakiensis có phân bố trải dài về phía nam đến Úc và Nouvelle-Calédonie, giới hạn phía đông đến Philippines và Palau. Ở Việt Nam, P. nagasakiensis được ghi nhận tại vùng vịnh Bắc Bộ và quần đảo Hoàng Sa.
P. nagasakiensis sống trên nền đáy mềm gần các rạn san hô, thường ở vùng nước sâu, với độ sâu khoảng 20–100 m.

## Mô tả
Chiều dài cơ thể lớn nhất được ghi nhận ở P. nagasakiensis là 20 cm.
Số gai vây lưng: 10; Số tia vây lưng: 9; Số gai vây hậu môn: 3; Số tia vây hậu môn: 7; Số gai vây bụng: 1; Số tia vây bụng: 5.

## Sinh thái
Thức ăn của P. nagasakiensis chủ yếu là giáp xác nhỏ như tôm.